# تامپسون من
تامپسون من (به انگلیسی: Thompson Mann) (زادهٔ ۱ دسامبر ۱۹۴۲) شناگر اهل ایالات متحده آمریکا است.